# Дусти (Кушониёнский район)
Дусти (тадж. Дӯстӣ) — село в Кушониёнском районе Хатлонской области Республики Таджикистан. Подчинен администрации джамоата посёлка Бохтариён.
Находится на расстоянии 22 км от райцентра (пгт. им. Исмоила Сомони) и 3 км от посёлка Бохтариён.
Население — 1503 чел. (2017).